# Спортивное ориентирование на лыжах на зимней Универсиаде 2019
Ориентирование на лыжах на зимней Универсиаде 2019 — соревнования по спортивному ориентированию на лыжах в рамках зимней Универсиады 2019 года прошли с 4 марта по 9 марта в российском городе Красноярск, на территории спортивно-тренировочного комплекса «Академия зимних видов спорта». Были разыграны 7 комплектов наград.

## История
Соревнования по спортивному ориентированию на лыжах на Универсиадах дебютируют. Это вид программы является дополнительным и включён по предложению оргкомитета принимающей стороны. В Российской Федерации этот вид спорта поддерживается и привлекает массы желающих.
Спортивное ориентирование на лыжах — это вид спорта, в котором участники соревнований на лыжах должны посетить ряд контрольных пунктов, находящихся на местности, используя спортивную карту и компас. Победитель определяется по наименьшему времени прохождения дистанции.
Программа Универсиады в Красноярске включает в себя розыгрыш семи комплектов наград. В мужской и женской части соревнований были определены чемпионы Универсиады в спринте, гонке преследования, на средней дистанции, а также в смешанной эстафете.

## Правила участия
В соответствии с Положением FISU, ориентировщики должны соответствовать следующим требованиям для участия во Всемирной универсиаде (статья 5.2.1):
- До соревнований допускаются студенты обучающиеся в настоящее время в высших учебных заведениях, либо окончившие ВУЗ не более года назад.
- Все спортсмены должны быть гражданами страны, которую они представляют.
- Участники должны быть старше 17-ти лет, но младше 28-ми лет на 1 января 2019 года (то есть допускаются только спортсмены родившиеся между 1 января 1991 года и 31 декабря 2001 года).

Все виды программы проводятся и судятся по международным правилам проведения соревнований по ориентированию на лыжах.

## Календарь
| ЦО | Церемония открытия | ● | Квалификации | 2 | Финалы соревнований | ЦЗ | Церемония закрытия |

| Март                               | 01 Пт | 02 Сб | 03 Вс | 04 Пн | 05 Вт | 06 Ср | 07 Чт | 08 Пт | 09 Сб | 10 Вс | 11 Пн | 12 Вт | Соревнования |
| ---------------------------------- | ----- | ----- | ----- | ----- | ----- | ----- | ----- | ----- | ----- | ----- | ----- | ----- | ------------ |
| Спортивное ориентирование на лыжах | ЦО    |       |       | 2     | 2     |       | 1     |       | 2     |       |       | ЦЗ    | 7            |

## Результаты

### Мужчины
| Дисциплина                   | Золото            | Золото | Серебро           | Серебро | Бронза            | Бронза |
| ---------------------------- | ----------------- | ------ | ----------------- | ------- | ----------------- | ------ |
| Спринт Протокол              | Владислав Киселёв | 15:46  | Эудун Хеймдал     | 15:50   | Сергей Горланов   | 15:57  |
| Гонка-преследование Протокол | Сергей Горланов   | 34:38  | Владислав Киселёв | 35:48   | Миса Тумала       | 35:59  |
| Масс-старт Протокол          | Йорген Баклид     | 35:25  | Сергей Горланов   | 35:28   | Владислав Киселёв | 35:37  |

### Женщины
| Дисциплина                   | Золото             | Золото | Серебро        | Серебро | Бронза             | Бронза |
| ---------------------------- | ------------------ | ------ | -------------- | ------- | ------------------ | ------ |
| Спринт Протокол              | Лииса-Майя Ненонен | 14:04  | Марина Вяткина | 14:25   | Мирка Суутари      | 14:41  |
| Гонка-преследование Протокол | Марина Вяткина     | 31:38  | Мирка Суутари  | 33:19   | Лииса-Майя Ненонен | 33:21  |
| Масс-старт Протокол          | Лииса-Майя Ненонен | 37:07  | Марина Вяткина | 37:14   | Петра Ханцова      | 37:26  |

### Командные соревнования
| Дисциплина                  | Золото                                      | Золото | Серебро                                            | Серебро       | Бронза                                           | Бронза        |
| --------------------------- | ------------------------------------------- | ------ | -------------------------------------------------- | ------------- | ------------------------------------------------ | ------------- |
| Смешанная эстафета Протокол | Россия 1 · Марина Вяткина · Сергей Горланов | 47:39  | Норвегия 1 · Эвина Вестли Андерсен · Йорген Баклид | 48:42 (+1:03) | Норвегия 2 · Тилла Фарнес Хеннум · Эудун Хеймдал | 48:44 (+1:05) |

## Медальный зачёт в ориентирование на лыжах
| Место | Страна    | Золото | Серебро | Бронза | Всего |
| ----- | --------- | ------ | ------- | ------ | ----- |
| 1     | Россия    | 4      | 4       | 2      | 10    |
| 2     | Финляндия | 2      | 1       | 3      | 6     |
| 3     | Норвегия  | 1      | 2       | 1      | 4     |
| 4     | Чехия     | 0      | 0       | 1      | 1     |
| Всего | Всего     | 7      | 7       | 7      | 21    |